# Giovanni Camillo Sagrestani

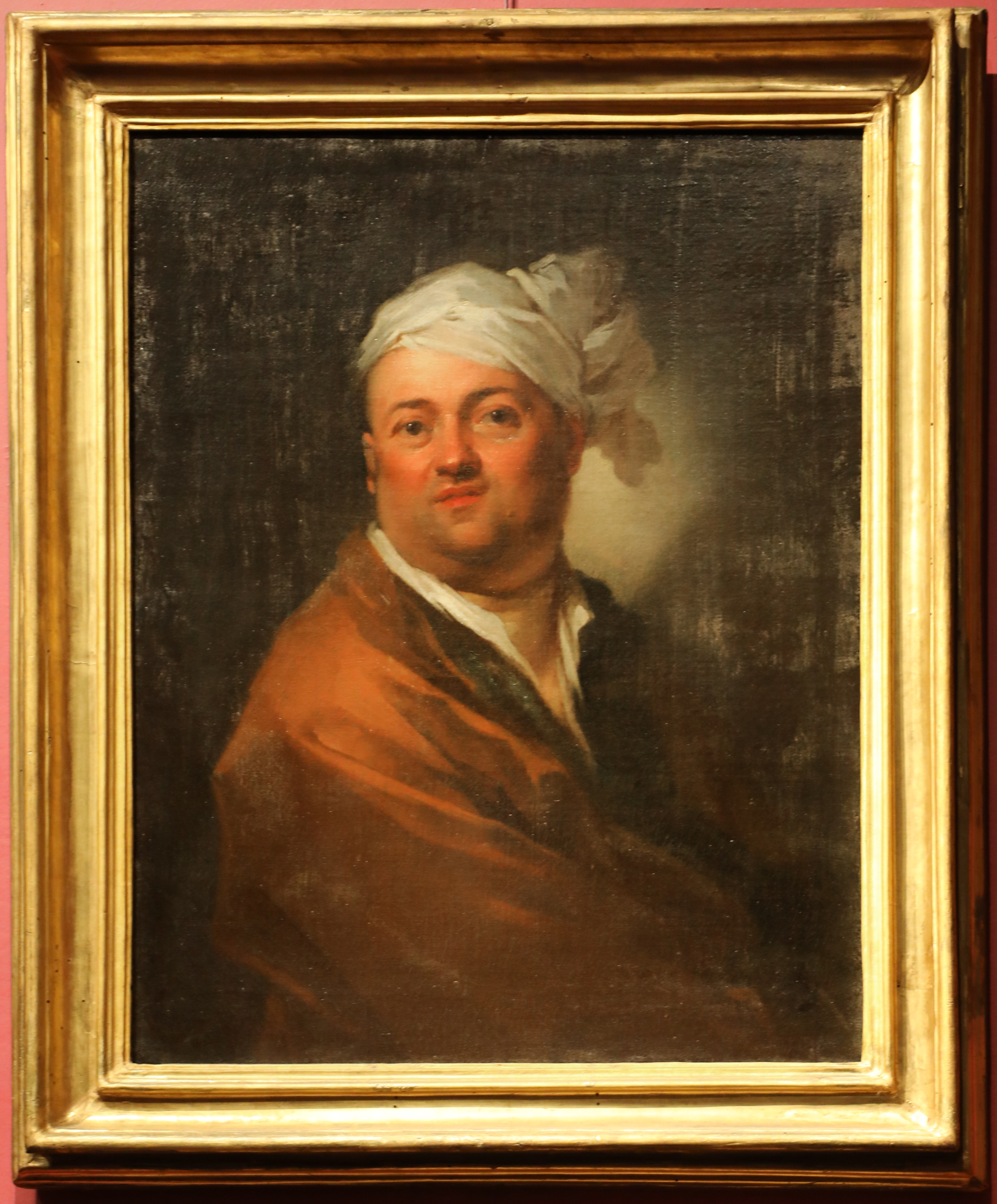
Giovanni Camillo Sagrestani, Selbstbildnis um 1700 (Uffizien)

Giovanni Camillo Sagrestani (* 15. Dezember 1660 in Florenz; † 7. Mai 1731 ebendort) war ein italienischer Maler.

## Leben

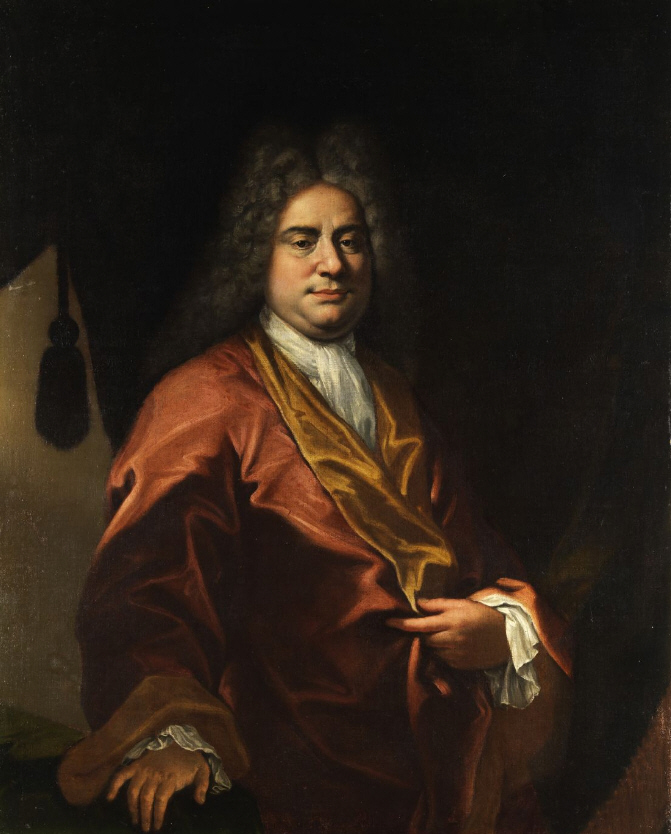
Giovanni Camillo Sagrestani, Gentleman im Morgenmantel

Er wurde in Florenz von Antonio Giusti und Romolo Panfi ausgebildet und ging dann nach Parma, Rom, Venedig und Bologna, wo er in die Werkstatt von Carlo Cignani eintrat, der seinen Stil beeinflusste.
Im Jahr 1690 kehrte er nach Florenz zurück und schrieb sich 1694 an der Accademia del Disegno ein. Er folgte mit seinem innovativen Malstil mit ihren sichtbaren, rasch hingeworfenen Pinselstrichen weniger der Florentiner Tradition, sondern dem anti-akademischen Stil Pietro Dandinis und Alessandro Gherardinis.
Seine frühesten datierten Werke stammen aus dem Jahr 1720 (Fresko und Altarbild in der Kapelle Santa Maria Maddalena de’ Pazzi in San Frediano in Cestello), obwohl ihm bereits 1707 acht Gemälde des Marienlebens in Santa Maria de’ Ricci in Florenz zugeschrieben werden können. 
Vier Sagrestani zugeschriebene Gemälde befinden sich in der Kirche Santa Maria della Fraternità in Foiano della Chiana. Weitere Werke befinden sich in der Kirche San Frediano in Cestello in Florenz. Weitere Werke, die Sagrestani zugeschrieben werden, befinden sich in der Kirche Santissima Annunziata in San Giovanni Valdarno. Eine Himmelfahrt der Jungfrau Maria befindet sich im Musée des Beaux-Arts in Nancy, Frankreich. Eine Krönung der in den Himmel aufgenommenen Maria mit dem heiligen Thomas von Acquino befindet sich an der Kassettendecke der Kirche Santissimo Sacramento in Portoferraio.
Zu seinen wichtigsten Schülern zählen Matteo Bonechi und Ranieri del Pace.